# Vicari General de l'Estat de la Ciutat del Vaticà
El vicari general per l'Estat de la Ciutat del Vaticà o, més formalment, vicari general de Sa Santedat per a l'Estat de la ciutat del Vaticà és una atribució de l'Església catòlica, conferida pel Papa, a un vicariat amb abast exclusiu a la Ciutat del Vaticà, mentre que el Cardenal vicari és el mateix càrrec per la resta de la diòcesi de Roma.
El Vicariat de la Ciutat del Vaticà és un estat instituït després del naixement de l'Estat de la Ciutat del Vaticà, amb la signatura dels Pactes del Laterà de l'11 de febrer de 1929 per mitjà de la butlla Ex Lateranensi pacto del 30 de maig de 1929. El Papa Pius XI establí que aquest càrrec fos assignat al "Sagristà de Sa Santedat", càrrec confiat a un religiós de l'orde de Sant Agustí, consagrat bisbe amb el títol de Porfireone. El Papa Joan Pau II, el 1991, abolí l'ofici de sagristà i assignà el càrrec de Vicari de la Ciutat del Vaticà a l'arxiprest "pro tempore" de la Basílica de Sant Pere.
Si el vicari general és nomenat per gestionar l'administració d'una diòcesi, el vicari general per l'Estat de la Ciutat del Vaticà és nomenat per gestionar l'administració de les esglésies i capelles existents al territori de l aCiutat del Vaticà. El prelat nomenat pel càrrec és responsable per a les necessitats espirituals de la Ciutat del Vaticà i les seves competències són semblants a les del vicari general per a la diòcesi de Roma qui s'ocupa, dia a dia, de l'administració de la diòcesi de Roma.
Roma, però, és una ciutat amb un notable nombre de residents, mentre que el Vaticà només té un nombre molt limitat de residents permanent: per aquest motiu, el Vicari General és el principal responsable de les necessitats espirituals dels pelegrins que visiten el Vaticà.

## Vicaris generals
- Agostino Zampini, O.S.A. † (30 de maig de 1929 - 7 de juny de 1937 mort)
- Alfonso Camillo De Romanis, O.S.A. † (20 d'agost de 1937 - 18 de gener de 1950 mort)
- Petrus Canisius van Lierde, O.S.A. † (13 de gener de 1951 - 14 de gener de 1991 jubilat)
- Aurelio Sabattani † (14 de gener de 1991 - 1 de juliol de 1991 jubilat)
- Virgilio Noè † (1 de juliol de 1991 - 24 d'abril de 2002 jubilat)
- Francesco Marchisano † (24 d'abril de 2002 - 5 de febrer de 2005 nomenat president de l'Oficina del Treball de la Seu Apostòlica)
- Angelo Comastri, des del 5 de febrer de 2005- 20 de febrer de 2021 jubilat)
- Mauro Gambetti, O.F.M.Conv., des del 20 de febrer de 2021